# Phaea crocata
Phaea crocata es una especie de escarabajo longicornio del género Phaea, tribu Tetraopini, subfamilia Lamiinae. Fue descrita científicamente por Pascoe en 1866.

## Descripción
Mide 9-11,5 milímetros de longitud.

## Distribución
Se distribuye por Colombia y Panamá.